# 西欧家鼠
西欧家鼠（三名法：Mus musculus domesticus）是小家鼠（Mus musculus）下的一个亚种，属于小鼠属，是实验小鼠的来源之一，部分实验小鼠品系就是由西欧家鼠经驯化产生的。

## 分布
在欧洲地区，西欧家鼠主要分布于西欧和北欧，而小家鼠的亚种东欧家鼠（Mus musculus musculus）主要分布在东欧和南欧；从斯堪的那维亚到黑海之间的地区，以上两种亚种都有分布。除欧洲外，西欧家鼠在中东、南亚、北非、北美、拉丁美洲和大洋洲部分地区等地都有分布。

## 与人类的关系
西欧家鼠对人类而言是一种害兽，也是常见的入侵物种之一，可能对入侵的生态系统造成损害，危害包括破坏植被和作物。